# Mao Mao: Eroii inimii curate
Mao Mao: Eroi inimii curate (în engleză Mao Mao: Heroes of Pure Heart) este un serial de televiziune animat american creat de Parker Simmons pentru Cartoon Network. O coproducție între Cartoon Network Studios și Titmouse, Inc., a avut premiera pe 1 iulie 2019. Serialul se bazează pe un scurt teaser independent intitulat "I Love You Mao Mao", pe care Simmons l-a realizat inițial pentru evenimentul Titmouse Inc. „5-Second Day” în 2014 și ulterior postat pe Newgrounds. Pe 23 iulie 2020, serialul a fost reînnoit pentru un al doilea sezon.
Premiera in Romania a fost pe 16 martie 2020 pe canalul Cartoon Network.
Pe 18 august 2022, serialul a fost scos de pe HBO Max și toate referințele la serial pe paginile de rețele sociale, YouTube și site-uri oficiale ale canalului Cartoon Network au fost șterse.

## Premiză
Mao Mao: Eroii inimii curate se concentrează pe personajul Sheriff Mao Mao, o pisică îndrăzneață care are intenții înalte de acțiune și aventură. În timpul uneia dintre aventurile sale, se blochează într-un orășel drăguț și drăgălaș numit Pure Heart Valley (Valea Inimii Curate) cu colegul său Badgerclops, un bursuc înarmat pe jumătate cyborg, și o întâlnește pe Adorabat, o fetiță liliac adorabilă. Împreună, cei trei merg în aventuri pentru a proteja cetățenii din Valea Inimii Curate de forțele răului.

## Personaje

### Personaje principale
- Mao Mao (dublat de Parker Simmons), o pisică care se blochează în Valea Inimii Pure unde petrece timpul ajutându-i pe cetățeni. Este eroic și capabil, dar poate fi ușor narcisist. Cu toate acestea, îi pune pe alții în fața lui și are grijă de bunăstarea prietenilor săi și a oamenilor din Pure Heart Valley. O mare parte din insecuritățile sale personale provin dintr-o viață de a fi trecute cu vederea de familia sa eroică. Mao Mao avea inițial o coadă, dar a pierdut-o în timpul unei aventuri cu partenerul său original, Bao Bao, în timp ce scăpa de un monstru. El, partenerul său Badgerclops și Adorabat, locuiesc împreună într-o casă mică. El își dorește să devină unul dintre cei mai mari eroi din istorie, pentru a se ridica la nivelul așteptărilor familiei sale. El poartă o sabie katana care produce lumină intensă pe care a numit-o „Geraldine”.

## Dublajul în Limba Română

### Dublajul a fost realizat în studiourile Fast Production Film
- Au dublat:

- Ionuț Grama - Mao Mao
- Carina Chereji - Adorabat
- Alin Ciupercă - Badgerclops
- Ernest Fazekaș - King Snugglemagne

## Episoade
| Premiera originală | Premiera în România | N/o | Titlu român                    | Titlu englez             |
| ------------------ | ------------------- | --- | ------------------------------ | ------------------------ |
|                    |                     |     |                                |                          |
| SEZONUL 1          |                     |     |                                |                          |
|                    |                     |     |                                |                          |
| 01.07.2019         | 16.03.2020          | 01  | Te iubesc Mao Mao              | I Love You Mao Mao       |
| 01.07.2019         | 17.03.2020          | 02  | Aventura perfectă              | Perfect Adventure        |
| 08.07.2019         | 26.03.2020          | 03  | Fără scurtături                | No Shortcuts             |
| 08.07.2019         | 20.03.2020          | 04  | Ultraclops                     | Ultraclops               |
| 15.07.2019         | 16.03.2020          | 05  | Aerociclul lui Mao Mao         | Mao Mao's Bike Adventure |
| 15.07.2019         | 19.03.2020          | 06  | Despărțirea                    | Breakup                  |
| 22.07.2019         | 20.03.2020          | 07  | Neimpresionat!                 | Not impressed            |
| 22.07.2019         | 18.03.2020          | 08  | Inamicul imitator              | Enemy Mime               |
| 29.07.2019         | 23.03.2020          | 09  | Păcălit de vulpe               | Outfoxed                 |
| 29.07.2019         | 18.03.2020          | 10  | Răzbunarea lui Bao Bao         | Bao Bao's Revenge        |
| 05.08.2019         | 24.03.2020          | 11  | Concurs de popularitate        | Popularity Conquest      |
| 05.08.2019         | 02.11.2020          | 12  | Mao Bolnav                     | Sick Mao                 |
| 12.08.2019         | 24.03.2020          | 13  | Războiul degetelor             | Thumb War                |
| 12.08.2019         | 17.03.2020          | 14  | De unul singur                 | All By Mao Self          |
| 19.08.2019         | 25.03.2020          | 15  | El este șeriful                | He's the Sheriff         |
| 19.08.2019         | 19.03.2020          | 16  | Bobo Chan                      | Bobo Chan                |
| 07.09.2019         | 27.03.2020          | 17  | Mic                            | Small                    |
| 07.09.2019         | 27.03.2020          | 18  | Legenda lui Torbaclaun         | Legend of the Torbaclaun |
| 07.09.2019         | 15.06.2020          | 19  | Ea este Tanya Keys             | Meet Tanya Keys          |
| 07.09.2019         | 25.03.2020          | 20  | Alege arma                     | Weapon of Choice         |
| 14.09.2019         | 23.03.2020          | 21  | Adevărul miroase               | The Truth Stink          |
| 14.09.2019         | 16.06.2020          | 22  | Ziua schimbului                | Trading Day              |
| 21.09.2019         | 17.06.2020          | 23  | Un nou șef                     | Head Chef                |
| 21.09.2019         | 19.06.2020          | 24  | Începutul lui Urangușarpe      | Orangusnake Begins       |
| 28.09.2019         | 18.06.2020          | 25  | Febra zahărului                | Sugar Berry Fever        |
| 28.09.2019         | 22.06.2020          | 26  | Badgerclops și Pirații Cerului | Captured Clops           |
| 05.10.2019         | 23.06.2020          | 27  | Ia-ți zborul                   | Flyaway                  |
| 05.10.2019         | 24.06.2020          | 28  | Spectacolul regelui            | Baost in Show            |
| 12.10.2019         | 25.06.2020          | 29  | Spaima regelui                 | Fright Wig               |
| 12.10.2019         | 19.10.2020          | 30  | Canapeaua                      | Sleeper Sofa             |
| 06.07.2020         | 20.10.2020          | 31  | Mao Mao în pielea goală        | Mao Mao's Nakey          |
| 07.07.2020         | 21.10.2020          | 32  | Rața norocoasă                 | Lucky Ducky Mug          |
| 08.07.2020         | 22.10.2020          | 33  | Singuraticul                   | Lonely Kid               |
| 09.07.2020         | 23.10.2020          | 34  | Încearcă din greu              | Try Hard                 |
| 10.07.2020         | 26.10.2020          | 35  | Teama de marionete             | Scared of Puppets'       |
| 13.07.2020         | 27.10.2020          | 36  | Cuplul perfect                 | The Perfect Couple       |
| 14.07.2020         | 28.10.2020          | 37  | Adoratatăl                     | Adoradad                 |
| 15.07.2020         | 29.10.2020          | 38  | Explozia culminantă            | Badge-A-Fire Explosion   |
| 16.07.2020         | 30.10.2020          | 39  | Ține-te de glume               | Zing Your Heart Out      |
| 17.07.2020         | 02.11.2020          | 40  | Colegi de salon                | Strange Bedfellows       |